# Thisted

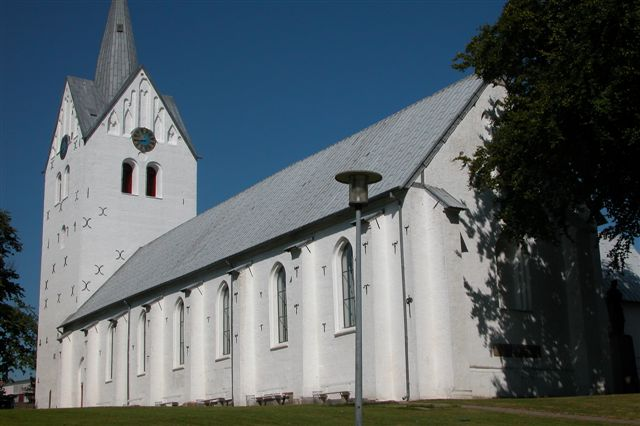
Església principal

Thisted és una ciutat danesa del nord-oest de la península de Jutlàndia, a l'illa de Vendsyssel-Thy, és la capital del del municipi de Thisted que forma part de la regió de Nordjylland, ambdós creats l'1 de gener del 2007 com a resultat d'una reforma territorial.
Thisted és una ciutat portuària a la riba del Limfjord, el fiord que divideix la península de Jutlàndia. El nom de la ciutat deriva del déu de la mitologia escandinava Týr i es podria traduir com lloc dedicat a Týr.
L'any 1500 va obtenir l'estatus de ciutat mercat.
Thisted té un equip de futbol Thisted FC que habitualment juga a la primera divisió danesa.
El 6 de gener de 2010 s'hi varen registrar 83 cm de neu acumulada, essent un rècord europeu.

## Persones de Thisted
Era originari de Thisted en Grethe Rask, un metge que treballà a l'Àfrica a la dècada del 1970 i que va ser el primer cas detectat de SIDA.
Varen néixer a la població:
- Jesper Grønkjær, jugador de futbol.
- Jens Peter Jacobsen, poeta, novelista, i científic
- Bent Larsen, Gran Mestre d'escacs